# نی هونگ
نی هونگ (انگلیسی: Ni Hong؛ زادهٔ ۱۹۸۶) ورزشکار شمشیربازی اهل چین است.
وی در مسابقات کشوری و بین‌المللی در مجموع برندهٔ ۱ مدال نقره، ۱ مدال برنز شده‌است.